# Separatore magnetico
Un separatore magnetico è un sistema utilizzato per eliminare materiale ferroso da altri materiali.
Vengono impiegati in svariati settori e in particolare:
- nella separazione magnetica dei rifiuti, per il recupero delle materie prime da inviare al riciclaggio;
- nell'ambito della produzione industriale;
- più semplicemente in ogni caso in cui si abbia la necessità di rimuovere ferro in ogni sua forma da altro materiale (dalla polvere a oggetti di grosse dimensioni).

## Separatori magnetici per la depurazione di aria
I separatori magnetici per la depurazione di aria servono per separare dal pulviscolo ferroso-metallico determinate sostanze, che possono essere liquide o gassose.
Per fare ciò essi sfruttano le proprietà ferromagnetiche degli inquinanti che devono eliminare.
Nel caso di sostanze liquide o gassose, la sostanza da depurare è fatta passare all'interno di un campo magnetico costante di opportuna intensità; le particelle costituite da materiale ferromagnetico presenti all'interno di essa sono sensibili a tale campo e sono così catturate.
La sostanza in uscita dalla zona in cui agisce il campo magnetico dovrebbe quindi essere stata liberata dalle polveri composte di materiale ferroso.
Successivamente tali polveri devono essere smaltite come rifiuti pericolosi o riciclate per altri processi in base alle leggi vigenti.
I separatori magnetici sono utilizzati di solito nella prima fase di rigenerazione degli oli usati, detta pretrattamento. In questa fase sono utilizzati in combinazione con altri impianti di processo come i sedimentatori e le torri di pre-flash per separare dalla sostanza da raffinare le polveri che non sono costituite da elementi con caratteristiche ferromagnetiche.

## Separatori a correnti indotte
I metalli amagnetici (come alluminio, rame e ottone) possono essere separati utilizzando speciali macchine dette separatori a correnti indotte, che lavorano per mezzo di campi magnetici repulsivi.